# Beelitz
Beelitz – miasto w Niemczech w kraju związkowym Brandenburgia, w powiecie Potsdam-Mittelmark. W 2019 r. miasto liczyło 12.448 mieszkańców.
Beelitz słynie z opuszczonego sanatorium, które w przeszłości służyło jako ośrodek leczniczy. Obecnie pozostaje opuszczone i stanowi obiekt zainteresowania dla badaczy historii oraz entuzjastów eksploracji miejskich.

## Współpraca
Miejscowości partnerskie:
- Alfter, Nadrenia Północna-Westfalia
- Ratingen, Nadrenia Północna-Westfalia